# Samuel Medary

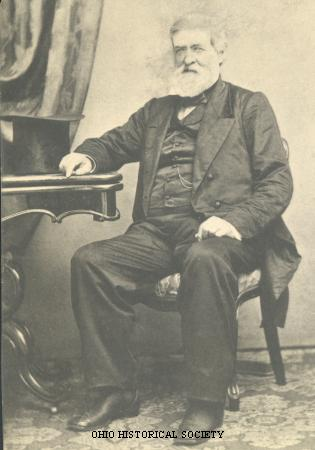
Samuel Medary

Samuel Medary, född 25 februari 1801 i Montgomery County, Pennsylvania, död 7 november 1864 i Columbus, Ohio, var en amerikansk demokratisk politiker. Han var guvernör i Minnesotaterritoriet 1857-1858 och sedan guvernör i Kansasterritoriet 1858-1860.
Medary var uppvuxen i Pennsylvania. Han flyttade 1825 till Ohio. Han var ledamot av delstatens senat 1836-1838. Han stödde James K. Polk i presidentvalet i USA 1844.
USA:s president James Buchanan utnämnde 1857 Medary till guvernör i Minnesotaterritoriet. Han var territoriets tredje och sista guvernör. Minnesota blev 1858 delstat och Henry Hastings Sibley valdes till delstatens guvernör. Medary efterträdde i december 1858 James W. Denver som Kansasterritoriets guvernör. Även i Kansas skedde ett upplösande av territoriet och ämbetet ersattes med den nya delstatens guvernör. Medary var territorialguvernör fram till december 1860 och Charles L. Robinson tillträdde som guvernör i Kansas i februari 1861.
Medary var sedan verksam som publicist i Ohio. Han blev anhållen 1864 anklagad för konspiration mot regeringen. Han frigavs mot borgen men avled innan rättegången mot honom kunde inledas. Hans grav finns på Greenlawn Cemetery i Columbus. Medaryville, en liten stad i Indiana, har fått sitt namn efter Samuel Medary.